# Sároskőszeg
Sároskőszeg (szlovákul: Kysak) község Szlovákiában, a Kassai kerület Kassa-környéki járásában.

## Fekvése
Kassától 16 km-re északra, a Hernád jobb partján fekszik.

## Története
Kőszeg egykori várát az Aba nembeli Somosi György fiai, Péter és János építtették kevéssel 1304 előtt. 1368-ig „Somos” néven szerepelt, 1378-ban újjáépítették. 1440-ben Giskra bevette és leromboltatta.
A falut 1335-ben „villa Kuzek” néven említik először, Somosi György birtokaként. 1427-ben 15 portát számláltak faluban, 1567-ben 4 és fél portája volt.
A 18. század végén Vályi András így ír róla: „KŐSZEG. Kisak. Tót falu Sáros Várm. földes Urai G. Szirmay, és több Uraságok, lakosai katolikusok, fekszik Nagy Ládnanak szomszédságában, mellynek filiája, határjában mind azon javai vannak, mint Trechonak.”
Fényes Elek 1851-ben kiadott geográfiai szótárában így ír a faluról: „Kőszeg, (Kisak), Sáros vmegyében, tót falu, a Hernád mellett: 113 kath., 258 evang. lak. Erdeje roppant és szép. Az itteni kath. fil. egyházban van egy harang, melly igen szép hangjáért nevezetes. F. u. Kassa. Ut. p. Böki.”
A trianoni diktátumig Sáros vármegye Lemesi járásához tartozott.
1944 szeptemberében harcok folytak a területén a német csapatok és a partizánok között. 1944. december 20-án a vasútállomást bombatámadás érte, amely négy nappal később megsemmisült. A falu épületeinek 70%-a pusztult el a harcokban.

## Népessége
| Év:            | 1994. | 2004.   | 2014.   | 2024.   |
| -------------- | ----- | ------- | ------- | ------- |
| Emberek száma: | 1334  | 1395    | 1440    | 1418    |
| Eltérés:       |       | +4,57 % | +3,22 % | -1,52 % |

| Év:            | 2023. | 2024.   |
| -------------- | ----- | ------- |
| Emberek száma: | 1428  | 1418    |
| Eltérés:       |       | -0,70 % |

1880-ban 432 lakosából 23 magyar és 361 szlovák anyanyelvű volt.
1890-ben 439 lakosából 25 magyar és 386 szlovák anyanyelvű volt.
1900-ban 432 lakosából 55 magyar és 348 szlovák anyanyelvű volt.
1910-ben 493 lakosából 32 német, 84 magyar és 366 szlovák anyanyelvű volt. Ebből 235 római katolikus, 211 evangélikus, 23 görög katolikus, 19 izraelita és 5 református vallású volt.
1921-ben 435 lakosából 2 magyar és 412 csehszlovák volt.
1930-ban 518 lakosából 19 magyar és 480 csehszlovák volt.
1991-ben 1257 lakosából 1 magyar és 1233 szlovák volt.
2001-ben 1363 lakosából 1 magyar és 1342 szlovák volt.
2011-ben 1429 lakosából 1 magyar és 1309 szlovák.

## Nevezetességei
- Alexandriai Szent Katalinnak szentelt, római katolikus temploma a 13. század második felében épült.